# Wij
Wij (auch Vij oder Der Wij, russisch Вий) ist eine Erzählung des russischen Schriftstellers Nikolai Wassiljewitsch Gogol. Sie erschien im Jahr 1835 als Teil des Sammelbandes Mirgorod und gilt als Klassiker der russischen phantastischen Literatur.

## Inhalt
Wij erzählt die Geschichte des Philosophiestudenten Choma Brut aus Kiew, der gemeinsam mit zwei Kommilitonen aus den Fakultäten Theologie und Rhetorik auf einer Reise in einem Gasthaus übernachtet und dabei von der unheimlichen Wirtin bedrängt wird. Diese Wirtin entpuppt sich bald schon als dämonische Hexe, ein Sukkubus, und spielt dem jungen Mann übel mit, indem sie auf ihm kreuz und quer durch die Nacht reitet, bis er sie endlich abschütteln und halb totschlagen kann. Sterbend erscheint sie ihm plötzlich nicht mehr als garstige Alte, sondern als junges, gutaussehendes Mädchen.
Zurück in Kiew fordert ihn sein Rektor auf, zu einem Gutsherrn aufs Land zu reisen. Dessen Tochter liege im Sterben und bittet den Philosophiestudenten, für sie die Sterbegebete zu sprechen. Nach anfänglicher Weigerung reist der Student zum Anwesen des Gutsherrn und kommt dort an, als die Tochter bereits verstorben ist. Im Sarg erkennt der Student das Mädchen, das auf ihm vormals als Hexe durch die Nacht geritten ist. Auf Weisung des Gutsherrn hält der Student am Sarg der Hexe drei Nächte hindurch Totenwache in der nahegelegenen Kirche.
In diesen drei Nächten entsteigt die Hexe in immer grauslicherer Gestalt ihrem Sarg und bedroht den Studenten, der sich nur mit Gebeten und Beschwörungen vor den Angriffen schützen kann. In der letzten Nacht beschwört die Hexe Geister und Dämonen, die von der Kirche Besitz ergreifen, Choma aber nicht sehen können; zum Schluss beschwört sie die Hilfe des Wij, der König der Erdgeister. Dieser erscheint als eine in schwarzer Erde gehüllte Gestalt, mit knorrigen Armen und Beinen und langen Augenlidern, die ihm bis auf den Boden reichen.  Choma der immer noch für die Geister unsichtbar ist, weiß, dass er dem Wij nicht in die Augen schauen darf, doch als der Wij von den anderen Geistern und Dämonen verlangt, dass sie ihm die Augenlider heben, damit er besser sehen kann, überkommt Choma die Neugier und er schaut den Wij in die Augen. Dadurch wird er sichtbar für die Geister und der Wij und lässt sämtliche Geister auf Choma los. Am nächsten Morgen findet der Pfarrer die Kirche furchtbar geschändet und den toten Choma in der Kirche. Seitdem wird die Kirche nie wieder betreten und bald von Pflanzen überwuchert, sodass das Gebäude bis heute unauffindbar ist.
Die beiden Kommilitonen des Studenten erheben die Gläser auf das unerklärliche Verschwinden des Philosophiestudenten. Der Rhetoriker ist inzwischen selbst zum Philosophen geworden und es zeichnet sich ab, dass sich die erzählte Geschichte an ihm wiederholen könnte.

## Deutschsprachige Ausgaben
- Wij, der König der Erdgeister. In: Nikolai Gogol, Erzählungen. Dortmund 1984
- Der Wij. In: Dieter Sturm, Klaus Völker (Hrsg.), Von denen Vampiren und Menschensaugern. München 1968
- Vampire. Anthologie. Heyne, München 1967 (TB); Fackelverlag, Olten 1969 S. 239–283. Übers. Helmut Degner u. a.

## Verfilmungen
- 1909: Wij – Regie: Wassili Gontscharow, Film verschollen
- 1960: Die Stunde, wenn Dracula kommt (La maschera del demonio) – Regie: Mario Bava, Darsteller: Barbara Steele, Arturo Dominici, sehr frei nach Motiven aus Wij
- 1967: Wij (Вий) – Regie: Georgij Kropatschjow und Konstantin Erschow, die bis jetzt originalgetreueste Verfilmung; Darsteller: Leonid Kurawljow, Natalja Warlei, Alexei Glasyrin, Wadim Sachartschenko
- 1990: Sveto Mesto – Regie: Djordje Kadijevic – serbische Version, mit psychoanalytischem Ansatz
- 2006: Vedma – The Power of Fear (Ведьма) – Regie: Oleg Fesenko, ins Amerika der Gegenwart verlegte Variante
- 2014: Fürst der Dämonen (Вий) – Regie: Oleg Steptschenko, Darsteller: Jason Flemyng, Andrej Smoljakow, Aleksej Tschadow, Agnija Ditkowskite, eine Art Fortsetzung, Gogols Originalgeschichte wird in Rückblenden nacherzählt
- 2018: Chroniken der Finsternis II – Der Dämonenjäger (Originaltitel: Gogol.VIY) – Regie: Egor Baranov, Darsteller: Alexander Andrejewitsch Petrov, Taissija Alexandrowna Wilkowa. Nur lose angelehnt an Gogols Erzählung.